# Orlane Jadfard
Pour les articles homonymes, voir Jadfard.
Orlane Jadfard, née le 30 mai 1971 à Cayenne en Guyane, est une auteur-compositrice-interprète et chanteuse française.

## Biographie
Née à Cayenne le 30 mai 1971, elle fait ses premiers pas à 16 ans pour suivre les traces de sa sœur dans le groupe folklorique très connu en Guyane : « Balourou » dirigé par Cornélia Birba.
Orlane Jadfard se produit régulièrement sur les scènes carnavalesques de Cayenne : 4 ans avec Les Mécènes (elle fut la première voix féminine du groupe), 1 an avec les Blue Birds, 1 an avec le groupe Sensation, pour finalement se poser avec Les Blues Stars qui jouent au « Soleil Levant » également appelé « Chez Nana » de 1997 jusqu’en 2011.
En parallèle, elle s’associe à l’ancienne chanteuse phare des Mécènes : Clara Nugent. Elles créent un duo appelé « Lezanafer » qui sort trois albums.
En 2007, elle se lance en solo et sort l’album J’adore. Le public découvre notamment le morceau phare « Moi je … ». En 2008, elle sort l’album Incontournables avec un morceau avec Rénato Décater. Ce duo lui rapportera une nomination pour les Lindor dans les catégories « Chanson carnavalesque de l’année » pour le morceau MO WONM MO FANM en duo avec Rénato Decate et « Artiste interprète féminine de l’année ».
En 2009, elle crée le groupe « Pa Gain Nom » qui est composé de musiciens de plusieurs orchestres. Il représente la Guyane à la Foire de Paris. Elle sort la même année son 3e album solo Mo tou nov.